# David Hunter
David Hunter (Troy, 21 luglio 1802 – Washington, 2 febbraio 1886) è stato un generale statunitense.

## Biografia
David Hunter nasce a Troy, nello Stato di New York, nel 1802, e si diploma all'Accademia di West Point nel 1822. Cinque anni dopo sposa Maria Kinzie, figlia di uno dei primi colonizzatori europei di Chicago. Prima di combattere nella Guerra civile prende parte alla Guerra dei Seminole fra il 1838 e il 1842 e alla Guerra messico-statunitense combattuta fra il 1846 e il 1848.
Convinto sostenitore del movimento antischiavista aderì immediatamente all'Unione per combattere i Secessionisti. Promosso general maggiore prese parte alla Prima battaglia di Bull Run e nel 1862 decise di abolire la schiavitù dai territori della Carolina del Sud che aveva conquistato. Benché questa decisione fosse in linea con le idee di Lincoln questi decise di annullare il suo provvedimento perché non era stata rispettata la corretta linea gerarchica, tuttavia non vi furono provvedimenti severi, tanto che poco dopo chiese e ottenne di essere messo a capo di un reggimento formato interamente da uomini di colore volontari.
Nel giugno del 1862 fu sconfitto nei pressi di Charleston e questo gli costò la sospensione e il deferimento a un incarico presso la corte marziale. Tornò sul campo due anni più tardi per sostituire un generale che aveva perso una battaglia alla Shenandoah Valley, Hunter riportò una vittoria, ma una successiva ritirata portò un vantaggio insperato ai Confederati che ne approfittarono per contrattaccare. Vari dissidi con altri militari lo spinsero a tornare al proprio lavoro alla corte marziale dove rimase fino al 1865. Fu uno degli uomini incaricati di portare la bara al funerale di Abraham Lincoln.